# Walaszczyki (wieś w województwie śląskim)
Walaszczyki – wieś w Polsce położona w województwie śląskim, w powiecie częstochowskim, w gminie Konopiska.

## Historia
Podczas II wojny światowej w lasach w Walaszczykach ukrywali się i walczyli partyzanci. Przy granicy miejscowości, w Dźbowie znajdowała się kopalnia rud żelaza "Karol" leżąca w Częstochowskim Obszarze Rudonośnym. Przy kopalni biegł tor o normalnej szerokości będący odgałęzieniem linii herbskiej, biegnący przez Pałysz do Wygody. Obecnie pozostały po kopalni dwie hałdy. Na terenach dawnej eksploatacji rud żelaza o powierzchni 23,5 ha utworzono specjalny obszar ochrony siedlisk sieci Natura 2000. 
W pobliżu ma przebiegać obwodnica Częstochowy (Autostrada A1).
W latach 1975–1998 miejscowość administracyjnie należała do województwa częstochowskiego.